# Steingrímur Hermannsson
Steingrímur Hermannsson (ˈsteinkrimur ˈhɛrmanˌsɔn) (Reykjavík, 22 luglio 1928 – Reykjavík, 1º febbraio 2010) è stato un politico islandese.
È stato due volte Primo ministro dell'Islanda, sul finire del XX secolo.

## Biografia
Steingrímur è nato da Hermann Jónasson, già primo ministro d'Islanda nella prima metà del XX secolo. Nel 1948 si è trasferito negli Stati Uniti d'America, dove ha studiato ingegneria a Chicago e presso il Caltech. Dopo essere ritornato in patria, ha fatto il suo ingresso in politica negli anni 1960, venendo eletto all'AlÞing (il parlamento islandese) per la prima volta nel 1971, nelle file del Partito Progressista.
Steingrímur ha assunto la carica di presidente del partito nel 1979, ed è stato primo ministro fra il 1983 e il 1987 e fra il 1988 e il 1991; ha anche ricoperto, nell'arco di questi anni, gli incarichi di Ministro della Giustizia, Ministro dell'Agricoltura, Ministro della Pesca, Ministro dei Trasporti e Ministro degli Esteri.
Fino al 1994 ha guidato il Partito Progressista; successivamente ha lavorato per la Banca Centrale d'Islanda, che ha abbandonato nel 1998, ritirandosi a vita privata.
È scomparso nel 2010 all'età di 81 anni

## Attività politica
L'eredità politica di Steingrímur Hermansson è oggetto di controversia; il suo periodo di governo coincide, secondo molti, con l'ultima fase del vecchio corso della politica islandese, legato a fenomeni diffusi di favoritismo e corruzione. Il sistema è stato gradualmente smantellato nel corso dei governi successivi, guidati da Davíð Oddsson, che hanno fortemente riformato l'economia della nazione e la struttura dell'amministrazione pubblica. Per contro, i sostenitori di Steingrímur osservano che il suo governo ha comunque affrontato nel miglior modo possibile le difficili condizioni economiche degli anni 1980.
Dal punto di vista internazionale, il momento più importante del suo mandato, nel 1986, ha coinciso con l'incontro ufficiale, a Reykjavík, fra il segretario generale dell'Unione Sovietica Mihail Gorbačëv e il presidente degli Stati Uniti d'America Ronald Reagan. Seppur privo di conseguenze immediate, il vertice di Reykjavík fu un passo decisivo verso la fine della Guerra fredda, e l'esecutivo islandese ricevette lodi unanimi per l'ottima gestione dell'evento.